# Aphodius scrofa
Aphodius scrofa (лат.) — вид пластинчатоусых жуков из подсемейства афодиин. Распространён в Европе и Центральной Азии, а также в Северной Америке.
Имаго длиной 3—4,1 мм. Верхняя сторона тела покрыта мелкими сероватыми волосками, матовая, чёрная. Надкрылья и боковые края переднеспинки иногда коричнево-бурые. Жуки характеризуются следующими признаками: 1) щиток маленький, узкий; 2) вершины средних и задних голеней со щетинками различной длины.

## Синонимы
В синонимику вида входят следующие биномены:
- Aphodius cinereus Mulsant & Rey, 1870
- Aphodius stercoris Gistel, 1857
- Scarabaeus fuscus Rossi, 1792
- Scarabaeus minutus Herbst, 1789
- Scarabaeus tomentosus Kugelann, 1792
- Trichonotulus scrofa (Fabricius, 1787)
- Trichonotus setiger Mulsant, 1842